# Бенні Бланко

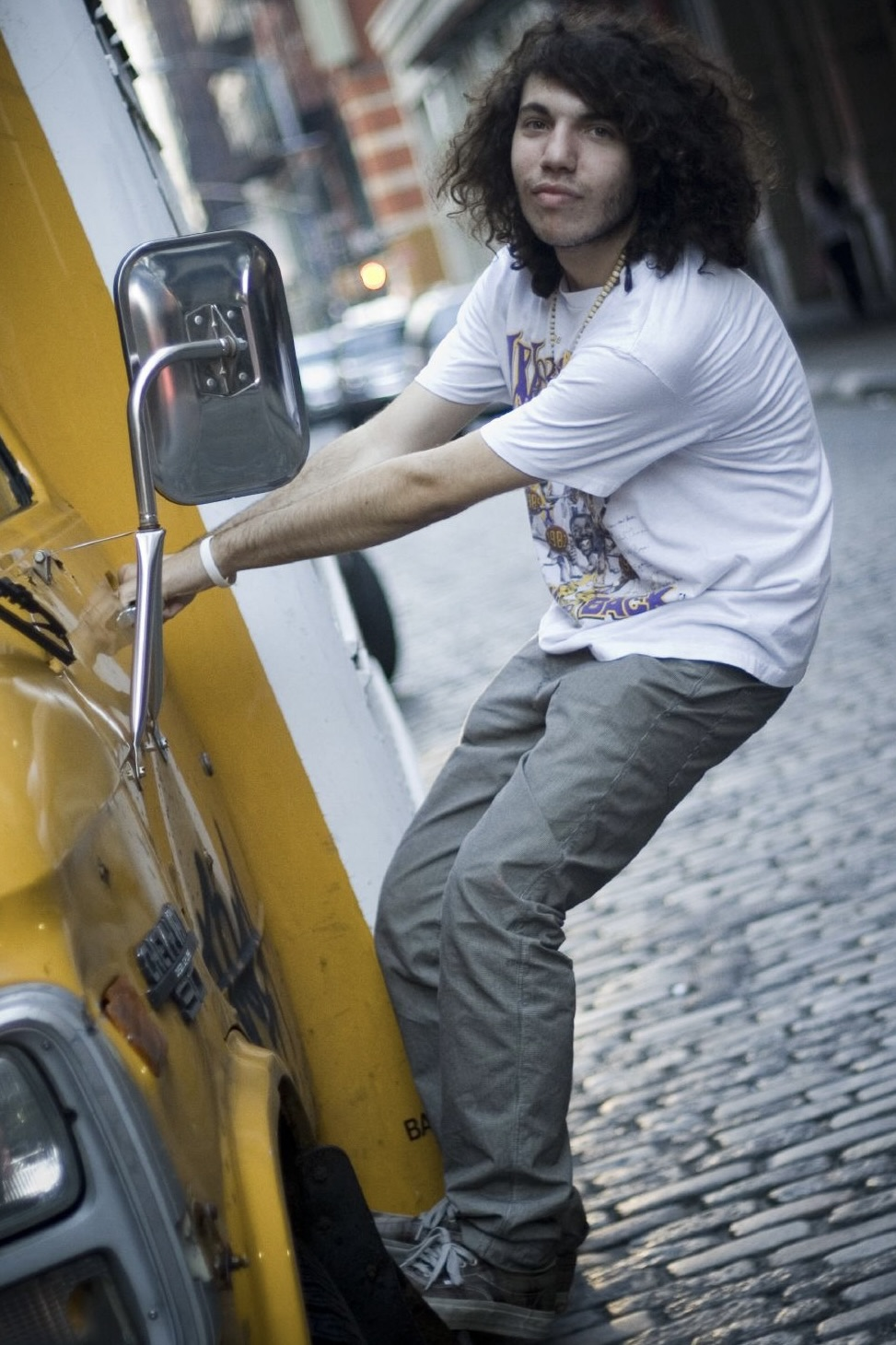
Бланко у 2008 році

Бенджамін Джозеф Левін (нар. 8 березня 1988 року), професійно відомий як benny blanco, — американський продюсер, автор пісень, мультиінструменталіст.
Як продюсер і автор пісень, має понад 100 млн продажів альбомів в усьому світі завдяки роботі з такими виконавцями, як Ед Ширан, Джастін Бібер, Maroon 5, Rihanna, Кеті Перрі, Kesha, Sia, The Weeknd, Селена Гомес, Віз Халіфа і Каньє Вест та іншими. Окрім цього, Бланко також випускає музику під своїм іменем з такими виконавцями, як BTS, Halsey, Khalid, Juice Wrld і J Balvin. Він також є засновником двох лейблів у співпраці з Interscope Records — Mad Love Records та Friends Keep Secrets.
Лауреат премії Hal David Starlight Award 2013 від Зали слави авторів пісень, п'ятикратний лауреат нагороди «Автор пісень року» від BMI Film & TV Awards та лауреат у номінації «Продюсер року» iHeartRadio 2017.

## Біографія
Бенджамін Джозеф Левін народився у Вірджинії в родині євреїв — Ендрю та Сандри Левінів, які працюють у швейному бізнесі та в геріатричному пансіонаті відповідно. Має старшого брата.
Почав писати пісні ще в дитинстві та вдосконалюв свої навички в підлітковому віці. Надихнувся створювати музику після того, як щодня ходив у місцеві магазини касет, коли йому було 6 років. Тоді ж Бланко отримав перші власні касети — «The World is Yours» Nas та «I Swear» All-4-One — і закохався в музику, слухаючи ці альбоми. У дитинстві також вів радіошоу під назвою «Ebba Ebba» в літньому єврейському таборі Camp Airy в Термонті, штат Меріленд.

## Кар'єра
Спочатку Бланко мріяв стати репером, але все ж вирішив натомість зупинитися на створенні бітів. Почав свій музичний шлях зі звернень до музикантів на Myspace зі своєї шкільної бібліотеки. Він їздив на вихідні до Нью-Йорка, спав у McDonald's на Таймс-Сквер, оскільки сам фінансував ці поїздки, щоб забезпечити зустрічі з керівниками звукозапису. Його зусилля окупилися, коли він привернув увагу керівників Columbia Records та отримав стажування у Disco D, також відомого як Девід Шейман.
Після закінчення середньої школи 2006 року Бланко переїхав до Вільямсбурга і потрапив на вечірку, на якій виступав репер Spank Rock. Згодом у дуеті вони випустили мініальбом «Bangers & Cash», який привернув увагу Dr. Luke, який залучив Бланко до чотирирічного навчання попмузиці.
На початку 2012 року отримав нагороду «Автор пісні року» BMI Pop Awards й успішно зміцнив присутність у чарті Billboard Hot 100 завдяки своїй роботі з Wiz Khalifa, Trey Songz, Marina and The Diamonds та багатьма іншими артистами.
Бенні Бланко був виконавчим продюсером третього альбому Еда Ширана «÷».

2018 року отримав нагороду Hal David Starlight Award, якою відзначають нових авторів пісень у світі музики. Під час церемонії нагородження в щорічній Залі слави авторів пісень Бланко пожартував, що він не заслуговує на нагороду, серед лауреатів якої були Тейлор Свіфт, Ед Ширан, Сара Барелліс і Джон Ледженд:
«Вони вибрали не ту людину, я в кімнаті з людьми, яким я, ймовірно, мав би подавати їжу».

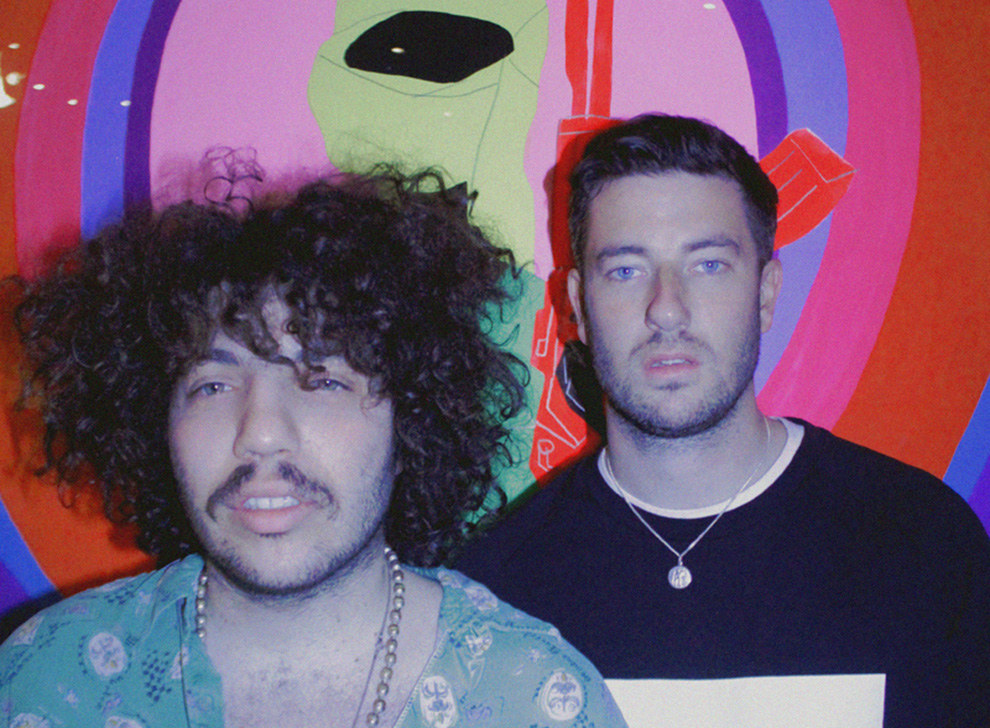
Бенні Бланко і, 2018 рік

Загалом Бланко був співавтором лідерів чартів для Ріанни («Diamonds»), Кеті Перрі («Teenage Dream», «California Gurls»), Maroon 5 («Moves Like Jagger», «Payphone»), Брітні Спірс («Circus»), Тайо Круз («Dynamite»), Ke$ha («TiK ToK», «Die Young»), Gym Class Heroes («Stereo Hearts») та інших артистів. У студії він співпрацював із No Doubt, Bruno Mars, OneRepublic, Nicki Minaj та Полом Епвортом. Бланко отримав 55 нагород BMI, чотири рази був визнаний автором пісень року та виграв поппісню року 2013 за «Moves Like Jagger», хіт № 1 у Billboard Hot 100 для Maroon 5 за участю Крістіни Агілери.
Бенні Бланко 11 разів був номінований на Греммі, проте ще не здобув жодної нагороди. Серед них п'ять номінацій «Альбом року» за роботу над Teenage Dream Кеті Перрі, X Еда Ширана, Purpose and Justice Джастіна Бібера та Special Ліззо, дві номінації на звання пісні року: за співавторство пісні Бібера «Love Yourself» та «Issues» Джулії Майклз, а також одна номінація на продюсера року.
Бланко також є частим запрошеним лектором на факультеті записаної музики Клайва Девіса Нью-Йоркського університету та засновником й учасником благодійного туру Get Well Soon Tour, який покликаний організовувати музичні виступи суперзірок хворим дітям у лікарнях.

## Особисте життя
З 2023 року перебуває у стосунках із Селеною Гомес. 11 грудня 2024 року пара формально оголосила про заручини.